# Кнез Михаилов конак у Крагујевцу
Кнез Михаилов конак у Крагујевцу се налази у данашњој улици Вука Караџића 1, подигнут је око 1860. године, под заштитом је државе и представља непокретно културно добро као споменик културе од великог значаја.
Пресељењем кнеза Милоша Обреновића из Црнуће за Крагујевац формира се дворски комплекс, од којих је до данашњих дана сачувана два објекта, Амиџин конак и кнез Михаилов конак.
У оквиру тог комплекса на захтев кнеза Михаила Обреновића је подигнута нова зграда, која је за разлику од карактеристичне оријенталне архитектуре већ изграђених објеката представљала једну од првих европских грађевина, рађених по аустријском узору. Конак има високо приземље, спрат и таван и правоугаоне је основе. Утицај европске архитектуре назначен је симетријом и сведеном класицистичком орнаментиком.
Данас је у кнез Михаиловом конаку смештен Народни музеј Крагујевац. 